# Merete Lundemo
Merete Lundemo, född 18 juni 1964, är en norsk diplomat.
Lundemo, som har avlagt candidatus magisterii-examen, har varit knuten till den norska utrikestjänsten sedan 1990-talet. Hon var underdirektör i Utrikesdepartementet 2005–2006, ambassadråd vid Norges delegation i Genève 2006–2007 och ambassadör i Abidjan 2007–2010.
Hon tjänstgjorde vidare som ministerråd vid Norges ambassad i Köpenhamn 2010–2013, ambassadör i Dhaka 2013–2016 och särskild representant för Sahel i Utrikesdepartementet 2016–2018. Sedan 2018 innehar hon posten som ambassadör i Addis Abeba.